# Viktor Bibl
Viktor Bibl (* 20. Oktober 1870 in Wien; † 15. Juli 1947 in Attersee am Attersee) war ein österreichischer Historiker.

## Leben
Viktor Bibl, Sohn des Musikers Rudolf Bibl, studierte an der Universität Wien Geschichte. 1891 schloss er sich der Vorverbindung des Corps Symposion an. 1893 wurde er zum Dr. phil. promoviert. Von 1895 bis 1897 war er Mitglied des Instituts für österreichische Geschichtsforschung. 1905 wurde er Privatdozent an der Universität Wien, 1913 a.o. Professor und 1926 o. Professor für Allgemeine Geschichte der Neuzeit. In seiner Geschichtsforschung arbeitete er unter anderem über die Reformation und Gegenreformation sowie den Vormärz in Niederösterreich.

## Werk
- Die Organisation des evangelischen Kirchenwesens im Erzherzogtum Österreich unter der Enns 1568-1576, 1899.
- Die Einführung der Gegenreformation in Niederösterreich. In: Mitteilungen des Instituts für Österreichische Geschichtsforschung, 6. Ergänzungsband.
- Katholische und protestantische Stände in Niederösterreich im 17. Jahrhundert. In: Jahrbuch für Landeskunde von Niederösterreich., 1900, S. 165–323 (zobodat.at [PDF]).
- Die Restauration der niederösterreichischen Landesverfassung unter Kaiser Leopold II., 1902.
- Die niederösterreichischen Stände im Vormärz, 1911.
- Die Kulturblüte Wiens und seiner Umgebung unter Kaiser Maximilian II. In: Monatsblatt des Vereines für Landeskunde von Niederösterreich. Bd. 17 (1918), Heft 7–9, Juli–September 1918, S. 139–152 (Digitalisat).
- Maximilian II. Der rätselhafte Kaiser, Hellerau bei Dresden 1929.
- Metternich. Der Dämon Österreichs, Leipzig und Wien 1936.
- Kronprinz Rudolf. Die Tragödie eines sinkenden Reiches, Leipzig und Budapest 1938.
- Ironie im Weltgeschehen, Wien und Leipzig 1940.
- Prinz Eugen. Ein Heldenleben. Wien und Leipzig 1941.
- Erzherzog Karl. Der Beharrliche Kämpfer für Deutschlands Ehre. Wien und Leipzig 1942.
- Kaiser Josef II. Ein Vorkämpfer der großdeutschen Idee. Wien und Leipzig 1943.